# NGC 1502
NGC 1502 é um aglomerado aberto na direção da constelação de Camelopardalis.
O objeto foi descoberto pelo astrônomo William Herschel em 1787, usando um telescópio refletor com abertura de 18,6 polegadas. Devido a sua moderada magnitude aparente (+6,9), é visível apenas com telescópios amadores ou com equipamentos superiores. 